# Bernafon
Bernafon er en global virksomhed fra Schweiz, der fremstiller og markedsfører høreapparater og tilbehør. Hovedkontoret ligger i Bern og selskabet har ca. 500 medarbejdere verden over med kontorer i over 70 lande. Selskabet har siden 1995 været ejet af det danske holdingselskab Demant.
Blandt firmaets opfindelse og innovationer er fremstillingen af et digitalt programmerbart høreapparat og ChannelFree™ signalbehandling. I 2017 blev den nye DECS™ teknologiplatform introduceret.

## Historie
Starten på Bernafon skete i 1946, hvor telefon- og telefonsystemvirksomheden Gfeller AG begyndte at fremstille høreapparater, fordi ledelsen ønskede at udvide produktsortimentet og lederen af virksomheden, Hans Gfeller, havde et kraftigt høretab. Den første model blev færdig i 1946, og apparatet og dets batteri kom i to separate læderetuier. Derfor fik det navnet A1 2-Pack. Apparatet blev hurtigt efterspurgt,[kilde mangler] og høreapparater blev hurtigt en integreret del af Gfellers produktsortiment.
I 1987 fusionerede Gfeller AG med Autophon, Hasler and Zellweger Telecommunications og blev til Ascom group. Virksomheden beskæftigede i alt 14.000 medarbejdere og var verdens 11. største telekommunikationsfirma.[kilde mangler]
Endnu en udvidelse fandt sted i 1992 med overtagelsen af Robert Bosch GmbHs høreapparataktiviteter. Integrationen af Boschs høreapparataktiviteter samtidig med oprettelsen af en ny produktionslinje i Australien viste sig at blive en for stor udfordring for en relativ lille virksomhed.[kilde mangler] 
I 1995 blev Bernafon overtaget af Demant A/S, hvilket resulterede i åbningen af nye salgsselskaber og en udvidelse af produktsortimentet.
I 2016 fejrede Bernafon sit 70-års jubilæum i høreapparatbranchen.

## Produkter
- 1946: A1 2-Pack, første transportable høreapparat[kilde mangler]
- 1958: G-Series, lommeapparat med transistor
- 1963: H-Series, første bag-øret høreapparat[kilde mangler]
- 1986: Charisma, første i-øret høreapparat[kilde mangler]
- 1988: PHOX, verdens første digitalt programmerbare høreapparat[kilde mangler]
- 1992: Audioflex, høreapparat med fjernbetjening
- 1999: Smile, første fuldstændigt digitale høreapparat[kilde mangler]
- 2002: Symbio, verdens første ChannellFree™ høreapparat[kilde mangler]
- 2007: Brite, prisvindende design[kilde mangler] med ekstern højttaler
- 2012: Chronos Nano, receiver-in-the-ear høreapparat med Adaptiv tilbagekoblingsannullering Plus
- 2017: Zerena, første Made for iPhone® høreapparat med DECS™ teknologi